# Sixpence None the Richer
Sixpence None the Richer er et amerikansk rock/pop band dannet i New Braunfels, Texas. De er bedst kendt for sangen Kiss Me fra 1998 og covernumrene Don't Dream It's Over og There She Goes. Bandets navn er inspireret af et afsnit i bogen Mere Christianity af C. S. Lewis.
Debutalbummet The Fatherless & the Widow udkom i 1994. Det seneste album udkom i 2012 under titlen 'Lost in Transition.
I 2004 brød gruppen op hvorefter de blev gendannet i 2008.
Gruppen har udgivet i alt fem opsamlingsalbum, senest Greatest Hits i 2009.

## Diskografi
- 1994: The Fatherless and the Widow
- 1995: This Beautiful Mess
- 1997: Sixpence None the Richer
- 2002: Divine Discontent
- 2012: Lost in Transition